# Малозьомов Іван Іванович
Малозьомов Іван Іванович (26 вересня (8 жовтня) 1899, Луговець — 19 листопада 1954, Київ) — український радянський архітектор, педагог, розробник генпланів багатьох міст колишнього СРСР, професор.

## Біографія
Іван Малозьомов Народився 26 вересня (8 жовтня) 1899 року в селі Луговці (тепер Мглинського району Брянської області). Середню освіту отримав у Стародубській гімназії, яку закінчив 1917 року. Служив начальником Чаусовської волосної міліції до кінця 1917 року, а у 1918 році вступив до Київського архітектурного інституту, який закінчив в 1927 році з званням архітектора-художника. Його вчителями були художники В. Касіян, О. Мурашко, Ф. Кричевський, архітектори П. Альошин, О. Вербицький, І. Моргілевський та інші. В студентські роки працював у різних закладах і установах, зокрема проєктував Київську кінофабрику у професора В. Рикова (1926—1927).
В 1927—1929 роках — старший архітектор на будівництві Будинку Держпромисловості у Харкові. В 1929—1936 роках — робота в інституті Діпромісто. В 1932 році — голова оргкомітету по створенню Спілки архітекторів України, в 1934—1936 роках — заступник голови Спілки.
В 1936—1941 роках — головний архітектор Ленінграда. У 1941 р. разом з сином пішов добровольцем на фронт. В 1941—1943 роках — полковий інженер на Ленінградському фронті. Брав участь у боях під Лігово, Копліно та інших. Був важко поранений, син загинув. З 1943 по 1945 рік працював у «Ленпроекті», де склав схему відновлення і генеральний план Копліно на посаді керівника майстерні. В 1945—1954 роках — спочатку виконувач обов'язків, а згодом заступник начальника Управління у справах архітектури при Раді Міністрів УРСР, член Вченої Ради інституту містобудівництва Академії архітектури УРСР.
У 1928—1936 роках — викладач Харківського художнього інституту, Харківського інституту комунального господарства. В 1945—1954 роках — викладач Київського художнього інституту.

Могила І. І. Малозьомова

Іван Малозьомов помер 19 листопада 1954 року. Похований в Києві на Лук'янівському цвинтарі (ділянка № 34, ряд 3, місце 42).

## Архітектурна діяльність
Іван Малозьомов — автор генеральних проєктів планування чотирьох столиць союзних республік — Києва (1948), Тбілісі (1934), Єревана (1938), Якутська (1939), Петрозаводська (1940), гігантів промисловості — Запоріжжя (1932, 1949), Маріуполя (1935), Кривого Рогу (1936), Твері (1937), Піткяранта (1940), Копліно (1944). Співавтор генплану Києва 1946—1947 років з перспективою на 15-20 років (О. Власов, Б. Приймак, Б. Поліщук, інженер І. Козлов). Автор понад 30 проєктів різних будівель в галузі цивільної архітектури:
- інтер'єрів будинку Держпрому в Харкові (1927—1928);
- проєкту будинку клубу будівельників у Харкові (1927);
- проєкт їдальні для «Донбасвугілля»;
- житлового масиві «Промінь» в Харкові (1928);
- проєкт будинку «Техвидав» на вулиці Сумській у Харкові (1929);
- проєкт житлового будинку на вулиці Дарвіна в Харкові та виставкового павільйону (1930);
- проєкт виставкового павільйону в університетському саду в Харкові;
- проєкт фабрики фотоплівкової апаратури імені Дзержинського в Харкові (у співпраці з архітекторами Манучаровою, Приймаком та Яковлєвим, 1931);
- проєкт набережної річки Кури в Тбілісі (1934) та інші.

Автор ряду праць з питань розвитку архітектури і містобудування.

## Родина
- Донька — Малозьомова Олександра Іванівна, музикознавець, педагог.